# Герб селища Старого Криму
Герб селища Старо́го Кри́му — офіційний символ селища Старий Крим затверджений 14 вересня 2000 року XI сесією сільради ХХІІІ скликання. Автор — Юхим Харабет.

## Опис
Щит розділений у срібний косий хрест, що символізує дві річки — Калку і Мезинець. У першій лазуровій частині — фрагмент доричної колони, над нею дата 1780 — заснування Старого Криму. В другій зеленій — золоті сніп пшениці із серпом, у третій зеленій — золота овеча голова. У четвертій червоній — золотий відбійний молоток. Герб обрамлений декоративними дубовими і лавровими гілками.